# Антемийска гробница
Антемийската гробница или Палметната гробница (на гръцки: Ο μακεδονικός τάφος των Ανθεμίων) е погребално съоръжение от елинистическата епоха, от средата на III век пр. Хр., разположено край град Негуш, Гърция. Открита е в 1971 година от археоложката Екатерини Ромиопулу. Днес е защитена с покрив и е отворена за публични посещения. В 1962 година и повторно заедно с целия некропол в 2012 година гробницата е обявена за паметник на културата.

## Местоположение
Гробницата е част от македонския град Миеза, чиито развалини са разположени край негушкото село Голишани (Левкадия), Гърция. Разположена е на 2 km източно от Голишани, на стария път, свързващ Миеза с Едеса. На 150 m на запад е Съдебната гробница.

## Архитектура
Гробницата е двукамарна с йонийска фасада с четири полуколони, поддържащиа антаблеман и фронтона. Във фронтона е изписана фреска на полулегнала двойка. Целият фронтон е в почти непокътнати червени и сини цветове. Украсен е с три палмети отгоре – дви в ъглите и една в средата, които дават алтернативното име на гробницата. Фасадата на входа е била затворена с прости каменни цокли, а проходът от първата към втората камера е затворен с монументална мраморна врата с две крила, която днес лежи на пода на камерата. В основната погребална камера е оцеляла четириъгълен каменен постамент, държащ метална ваза или урна с костите на мъртвите.